# United Soccer Leagues Professional Division 2011
Fino al 2009 la United Soccer Leagues organizzava i campionati di secondo e terzo livello del Nord America, la USL First Division e la USL Second Division, ma una scissione fra i proprietari dei club portò alla nascita della NASL e a un campionato provvisorio nel 2010. Per il 2011 la federazione decise di riconoscere la NASL come campionato di seconda divisione, la USL allora decise di fondere First e Second Division per dare vita a un nuovo campionato professionistico, subito riconosciuto dalla federcalcio americana come il terzo livello della piramide.
La prima stagione vide ai nastri di partenza dodici club: due di First Division che l'anno prima avevano disputato la USSF Division 2 Pro League (Rochester Rhinos e Orlando City, appena trasferitisi da Austin), cinque della Second Division (Charleston Battery, Charlotte Eagles, Harrisburg City Islanders, Pittsburgh Riverhounds e Richmond Kickers), uno fermo nella stagione precedente (Wilmington Hammerheads) e quattro nuovi team (Antigua Barracuda, Dayton Dutch Lions, FC New York e Los Angeles Blues). Le partecipanti dovevano essere quindici, ma tre club provenienti da Porto Rico furono esclusi poco prima dell'inizio della stagione in assenza di adeguate garanzie economiche.

## Formula
Il campionato si svolge con un calendario sbilanciato: ogni squadra disputa 24 incontri di stagione regolare, 12 in casa e 12 in trasferta, incontrando almeno due volte ciascun avversario. Le 12 partecipanti sono divise in due division di sei squadre ciascuna. Le migliori quattro di ciascuna division vengono ammesse ai play-off: questi ultimi si compongono di quarti, semifinali e finali ad eliminazione diretta in partita unica.
Alla squadra con più punti al termine della stagione regolare viene assegnata la Commissioner's Cup.

## Squadre partecipanti
| Club                   | Città        | Stato             | Stadio                      | Capacità |
| ---------------------- | ------------ | ----------------- | --------------------------- | -------- |
| Antigua Barracuda      | Saint John's | Antigua e Barbuda | Stanford Cricket Ground     | 5.000    |
| Charleston Battery     | Charleston   | Carolina del Sud  | Blackbaud Stadium           | 5.100    |
| Charlotte Eagles       | Charlotte    | Carolina del Nord | Restart Field               | 2.000    |
| Dayton Dutch Lions     | Dayton       | Ohio              | Dayton Out. Center Stadium  | 3.000    |
| FC New York            | New York     | New York          | Belson Stadium              | 2.600    |
| Harrisburg City I.     | Harrisburg   | Pennsylvania      | Skyline Sports Complex      | 4.000    |
| Los Angeles Blues      | Irvine       | California        | Anteater Stadium            | 2.500    |
| Orlando City           | Orlando      | Florida           | Citrus Bowl                 | 65.438   |
| Pittsburgh Riverhounds | Pittsburgh   | Pennsylvania      | Chartiers Valley HS Stadium | 4.600    |
| Richmond Kickers       | Richmond     | Virginia          | City Stadium                | 22.000   |
| Rochester Rhinos       | Rochester    | New York          | Sahlen's Stadium            | 13.768   |
| Wilmington Hammerheads | Wilmington   | Carolina del Nord | Legion Stadium              | 6.000    |

## Classifiche regular season
American Division
|  | Pos. | Squadra                | Pt | G  | V  | N | P  | GF | GS | DR  |
|  | ---- | ---------------------- | -- | -- | -- | - | -- | -- | -- | --- |
|  | 1.   | Orlando City           | 51 | 24 | 15 | 6 | 3  | 36 | 26 | +20 |
|  | 2.   | Wilmington Hammerheads | 45 | 24 | 14 | 3 | 7  | 42 | 30 | +12 |
|  | 3.   | Richmond Kickers       | 41 | 24 | 12 | 5 | 7  | 35 | 21 | +14 |
|  | 4.   | Charleston Battery     | 35 | 24 | 10 | 5 | 9  | 24 | 25 | -1  |
|  | 5.   | Charlotte Eagles       | 33 | 24 | 9  | 6 | 9  | 32 | 29 | +3  |
|  | 6.   | Antigua Barracuda      | 29 | 24 | 9  | 2 | 13 | 32 | 32 | 0   |

National Division
|  | Pos. | Squadra                | Pt | G  | V  | N | P  | GF | GS | DR  |
|  | ---- | ---------------------- | -- | -- | -- | - | -- | -- | -- | --- |
|  | 1.   | Rochester Rhinos       | 40 | 24 | 12 | 4 | 8  | 31 | 23 | +8  |
|  | 2.   | Harrisburg City I.     | 37 | 24 | 10 | 7 | 7  | 37 | 30 | +7  |
|  | 3.   | Los Angeles Blues      | 33 | 24 | 8  | 9 | 7  | 34 | 29 | +5  |
|  | 4.   | Pittsburgh Riverhounds | 27 | 24 | 7  | 6 | 11 | 23 | 32 | -9  |
|  | 5.   | FC New York            | 25 | 24 | 6  | 7 | 11 | 27 | 37 | -10 |
|  | 6.   | Dayton Dutch Lions     | 12 | 24 | 2  | 6 | 16 | 21 | 54 | -33 |

## Play-off
|  | Quarti di finale          | Quarti di finale          | Quarti di finale   |                    |                       | Semifinali            | Semifinali | Semifinali |  |  | Finale | Finale | Finale |  |
|  |                           |                           |                    |                    |                       |                       |            |            |  |  |        |        |        |  |
|  | Orlando City (d.t.s.)     | Orlando City (d.t.s.)     | 3                  |                    |                       |                       |            |            |  |  |        |        |        |  |
|  | Orlando City (d.t.s.)     | Orlando City (d.t.s.)     | 3                  |                    |                       |                       |            |            |  |  |        |        |        |  |
|  | Charleston Battery        | Charleston Battery        | 1                  |                    |                       |                       |            |            |  |  |        |        |        |  |
|  | Charleston Battery        | Charleston Battery        | 1                  |                    | Orlando City          | Orlando City          | 3          |            |  |  |        |        |        |  |
|  |                           |                           |                    |                    | Orlando City          | Orlando City          | 3          |            |  |  |        |        |        |  |
|  |                           |                           | Richmond Kickers   | Richmond Kickers   | 0                     |                       |            |            |  |  |        |        |        |  |
|  | Wilmington Hammerheads    | Wilmington Hammerheads    | Richmond Kickers   | Richmond Kickers   | 0                     | 0 (4)                 |            |            |  |  |        |        |        |  |
|  | Wilmington Hammerheads    | Wilmington Hammerheads    |                    |                    |                       |                       |            |            |  |  |        |        |        |  |
|  | Richmond Kickers (d.c.r.) | Richmond Kickers (d.c.r.) | 0 (5)              |                    |                       |                       |            |            |  |  |        |        |        |  |
|  | Richmond Kickers (d.c.r.) | Richmond Kickers (d.c.r.) | 0 (5)              |                    | Orlando City (d.c.r.) | Orlando City (d.c.r.) | 2 (3)      |            |  |  |        |        |        |  |
|  |                           |                           |                    |                    |                       |                       |            |            |  |  |        |        |        |  |
|  |                           |                           | Harrisburg City I. | Harrisburg City I. | 2 (2)                 |                       |            |            |  |  |        |        |        |  |
|  | Rochester Rhinos          | Rochester Rhinos          | Harrisburg City I. | Harrisburg City I. | 2 (2)                 | 4                     |            |            |  |  |        |        |        |  |
|  | Rochester Rhinos          | Rochester Rhinos          |                    |                    |                       |                       |            |            |  |  |        |        |        |  |
|  | Pittsburgh Riverhounds    | Pittsburgh Riverhounds    | 0                  |                    |                       |                       |            |            |  |  |        |        |        |  |
|  | Pittsburgh Riverhounds    | Pittsburgh Riverhounds    | 0                  |                    | Rochester Rhinos      | Rochester Rhinos      | 1          |            |  |  |        |        |        |  |
|  |                           |                           |                    |                    | Rochester Rhinos      | Rochester Rhinos      | 1          |            |  |  |        |        |        |  |
|  |                           |                           | Harrisburg City I. | Harrisburg City I. | 2                     |                       |            |            |  |  |        |        |        |  |
|  | Harrisburg City I.        | Harrisburg City I.        | Harrisburg City I. | Harrisburg City I. | 2                     | 3                     |            |            |  |  |        |        |        |  |
|  | Harrisburg City I.        | Harrisburg City I.        |                    |                    |                       |                       |            |            |  |  |        |        |        |  |
|  | Los Angeles Blues         | Los Angeles Blues         | 2                  |                    |                       |                       |            |            |  |  |        |        |        |  |

## Verdetti
- Orlando City Campione USL Pro 2011 (primo titolo)
- Orlando City Vincitore Commissioner's Cup 2011